# Convent of Mercy (Mobile)
Der Convent of Mercy, heute die St. Francis Place Condominiums, ist ein Komplex mehrerer römisch-katholischer Gebäude in der Stadt Mobile im US-Bundesstaat Alabama. Er besteht aus einem ehemaligen Kloster und einer ehemaligen Schule, die am 24. April 1992 im Rahmen der Historic Roman Catholic Properties in Mobile Multiple Property Submission in das National Register of Historic Places aufgenommen wurden. Neben dem Convent and Academy of the Visitation ist der Convent of Mercy einer der zwei noch erhaltenen historischen Klosterkomplexe in Mobile.

## Geschichte
Die Sisters of Mercy kamen 1884 mit dem neuen Bischof Dominic Manucy nach Mobile, um der Pfarrei St. Joseph zu dienen. Im Rahmen ihrer sozialen Aktion besuchten sie die Kranken in ihren Häusern, die Benachteiligten im Armenhaus und die Gefangenen in den Haftanstalten. Dazu unterrichteten sie in Schulen und bereiteten die Verwaltung der Sakramente vor. Im Jahre 1895 gründeten sie in der Pfarrei St. Joseph die St. Joseph’s School, die später in Convent of Mercy Academy umbenannt wurde. Ursprünglich waren fünf Gebäude der Schule gewidmet, darunter eins als Wohnhaus der Sisters.
Der Grundstein des neobarocken Gebäudes mit dreieinhalb Geschossen wurde am 8. September 1908 gelegt. Der Bau wurde vom Architekten A. H. Downey als ein gemeinsames Gebäude für das Kloster und die Schule entworfen, um die alten Rahmenkonstruktionen zu ersetzen. Der Anzahl an Studenten nahm in den zwei nächsten Jahrzehnten zu, sodass ein neues dreigeschossige Gebäude 1928 hinter dem existierenden Bau errichtet wurde. Das neue Gebäude diente als Schule, während der Bau aus 1908 als Kloster genutzt wurde. Die Schule wurde 1968 geschlossen und die Sisters zogen 1969 anderswohin in Mobile um. Das ehemalige Schulgebäude nutzte danach die Empress Chandelier Company. Im Jahre 2002 wurde der Komplex ausgebaut und renoviert und wurde die St. Francis Place Condominiums.